# 대수적으로 닫힌 체
추상대수학에서 대수적으로 닫힌 체(代數的으로 닫힌 體, 영어: algebraically closed field)는 모든 다항식을 1차 다항식으로 인수 분해할 수 있는 체이다.

## 정의
체 {\displaystyle K}에 대하여, 다음 조건들이 서로 동치이며, 이를 만족시키는 체를 대수적으로 닫힌 체라고 한다.
- 다항식환 {\displaystyle K[t]}의 임의의 원소 {\displaystyle p(t)\in K[t]}에 대하여, {\displaystyle p(t_{0})=0}인 {\displaystyle t_{0}\in K}가 항상 적어도 하나가 존재한다.
- {\displaystyle K[x]}의 기약 다항식이 모두 일차식이다.
- {\displaystyle K}의 대수적 확대가 {\displaystyle K} 자신밖에 존재하지 않는다.
- 임의의 {\displaystyle K^{n}}에 대해, {\displaystyle K^{n}\to K^{n}}인 선형 변환은 항상 어떠한 고윳값을 가진다. (이것은 해당 선형 변환의 특성 다항식이 어떠한 근을 가진다는 것과 동치이기 때문에 성립한다.)

체 {\displaystyle K}의 대수적 폐포(代數的閉包, 영어: algebraic closure) {\displaystyle {\bar {K}}}는 {\displaystyle K}를 포함하는, 대수적으로 닫힌 대수적 확대 {\displaystyle {\bar {K}}/K}이다. 대수적 폐포는 항상 존재한다. 주어진 체 {\displaystyle K}의 대수적 폐포들은 모두 서로 동형이지만, 이러한 동형은 표준적(영어: canonical)이지 않다. 엄밀하게 말하면, 대수적 폐포는 체의 범주에서 체의 범주로 가는 함자를 이루지 않는다.
증명 (존재, 초른 보조정리를 통한 증명):
대수적 폐포의 존재는 초른 보조정리를 사용하여 보일 수 있다. 임의의 체 {\displaystyle K}가 주어졌다고 하자. 집합론적 문제를 피하기 위해,
{\displaystyle |X|>\max\{|K|,\aleph _{0}\}}
인 집합 {\displaystyle X}를 잡고, {\displaystyle \operatorname {AlgExt} (X;K)}가 다음 조건들을 만족시키는 대수적 확대 {\displaystyle L/K}들의 집합이라고 하자.
- {\displaystyle K\subseteq L\subseteq X}
- 체의 매장 {\displaystyle K\hookrightarrow L}은 포함 함수로 주어진다.

이제, {\displaystyle L/K,L'/K\in \operatorname {AlgExt} (X;K)}에 대하여, 만약 포함 함수 {\displaystyle L\to L'}이 체의 매장이라면, {\displaystyle L\leq L'}이라고 정의하자. 그렇다면 {\displaystyle \operatorname {AlgExt} (X;K)}는 이 이항 관계에 따라 부분 순서 집합을 이룬다. 임의의 사슬 {\displaystyle (L_{i})_{i\in I}}에 대하여,
{\displaystyle L=\bigcup _{i\in I}L_{i}}
는 체를 이루며, {\displaystyle K}의 대수적 확대이며, 사슬 {\displaystyle (L_{i})_{i\in I}}의 상계를 이룬다. 초른 보조정리에 따라, 극대 원소 {\displaystyle {\bar {K}}/K}가 존재한다. {\displaystyle {\bar {K}}}는 그 정의에 따라 {\displaystyle K}의 대수적 확대를 이룬다. {\displaystyle L/{\bar {K}}}가 대수적 확대이며, 편의상 체의 매장 {\displaystyle {\bar {K}}\hookrightarrow L}이 포함 함수로 주어진다고 가정하자. 그렇다면,
{\displaystyle |L|\leq \max\{|K|,\aleph _{0}\}}
이다. (왜냐하면, 임의의 대수적 원소에 최소 다항식을 대응시킬 수 있고, 같은 다항식에 대응하는 원소의 수는 다항식의 차수를 넘지 않기 때문이다.) 따라서,
{\displaystyle {\begin{aligned}|L\setminus {\bar {K}}|&\leq |L|\\&\leq \max\{|K|,\aleph _{0}\}\\&<|X|\\&=|X\setminus {\bar {K}}|+|{\bar {K}}|\\&=\max\{|X\setminus {\bar {K}}|,|{\bar {K}}|\}\\&=|X\setminus {\bar {K}}|\\\end{aligned}}}
이다. (마지막 등식은 {\displaystyle |{\bar {K}}|<|X|=\max\{|X\setminus {\bar {K}}|,|{\bar {K}}|\}} 때문이다.) 이에 따라, 체의 확대의 동형
{\displaystyle L/{\bar {K}}\xrightarrow {\cong } {\tilde {L}}/{\bar {K}}}
이 존재하는 {\displaystyle {\tilde {L}}/K\in \operatorname {AlgExt} (X;K)}가 존재한다. 그렇다면, {\displaystyle {\tilde {L}}/{\bar {K}}}는 대수적 확대이며, 체의 매장 {\displaystyle {\bar {K}}\hookrightarrow L}은 (포함 함수 {\displaystyle {\bar {K}}\hookrightarrow L}과 {\displaystyle {\bar {K}}}의 확대의 동형 {\displaystyle L/{\bar {K}}\xrightarrow {\cong } {\tilde {L}}/{\bar {K}}}의 합성이므로) 포함 함수이다. 즉, {\displaystyle {\bar {K}}\leq {\tilde {L}}}이다. {\displaystyle {\bar {K}}}는 극대 원소이므로, {\displaystyle {\tilde {L}}={\bar {K}}}이며, 따라서 {\displaystyle L={\bar {K}}}이다. 즉, {\displaystyle {\bar {K}}}는 대수적으로 닫힌 체이며, {\displaystyle K}의 대수적 폐포를 이룬다.
증명 (존재, 환론적 증명):
만약 {\displaystyle L/K}가 대수적 확대이며, {\displaystyle K[x]} 속 모든 다항식이 {\displaystyle L} 속에서 근을 갖는다면, {\displaystyle L}은 {\displaystyle K}의 대수적 폐포이다. 실제로, 만약 {\displaystyle M/L}이 대수적 확대라면, {\displaystyle M/K} 역시 대수적 확대이다. 따라서, {\displaystyle M}의 임의의 원소는 {\displaystyle K[x]} 속 어떤 다항식의 근이며, 가정에 따라 {\displaystyle L}에 속한다.
대수적 폐포는 다항식의 근을 주어진 체에 거듭 추가하여 구성할 수 있다. 임의의 체 {\displaystyle K} 및 기약 다항식 {\displaystyle p\in K[x]}에 대하여, 몫환
{\displaystyle K[x]/(p(x))}
는 체이며, 환 준동형
{\displaystyle K\to K[x]/(p(x))}
{\displaystyle a\mapsto a{\bmod {(}}p(x))}
은 체의 확대를 이룬다. 또한, {\displaystyle x\in K[x]}의 상은 {\displaystyle p}의 상의 근이며, 체를 생성한다.
이제, 무한 개의 {\displaystyle K}-대수의 텐서곱
{\displaystyle \bigotimes _{p\in \operatorname {irr} (K[x])}K[x]/(p(x))=\varinjlim _{{\scriptstyle S\subseteq \operatorname {irr} (K[x])} \atop {\scriptstyle |S|<\aleph _{0}}}\bigotimes _{p\in S}K[x]/(p(x))}
을 생각하자. 이는 유한 개의 {\displaystyle K}-대수의 텐서곱들의 귀납적 극한으로 주어지며, 여기에 사용된 {\displaystyle K}-대수 준동형들은 다음과 같다.
{\displaystyle \bigotimes _{p\in S}K[x]/(p(x))\to \bigotimes _{p\in T}K[x]/(p(x))}
{\displaystyle \bigotimes _{p\in S}a_{p}\mapsto \bigotimes _{p\in S}a_{p}\otimes \bigotimes _{p\in T\setminus S}1}
자연스러운 {\displaystyle K}-대수 준동형
{\displaystyle K[x]/(p(x))\to \bigotimes _{q\in \operatorname {irr} (K[x])}K[x]/(q(x))}
{\displaystyle a_{p}\mapsto a_{p}\otimes \bigotimes _{q\neq p}1}
들이 존재하며, 그 상들은 무한 텐서곱을 생성한다. {\displaystyle B_{p}=\{1,\alpha _{p},\dots ,\alpha _{p}^{\deg p-1}\}}가 {\displaystyle K}-대수 {\displaystyle K[x]/(p(x))}의 기저라고 하자. 그렇다면, 무한 텐서곱은 다음과 같은 기저를 갖는다.
{\displaystyle B=\left\{\bigotimes _{p\in \operatorname {irr} (K[x])}\alpha _{p}^{i_{p}}\colon 0\leq i_{p}\leq \deg p-1,\;|\{p\colon i_{p}\neq 0\}|<\aleph _{0}\right\}}
특히, {\displaystyle K[x]/(p(x))\neq 0}이므로, 무한 텐서곱은 0이 아니다. 선택 공리에 따라, 무한 텐서곱의 극대 아이디얼 {\displaystyle {\mathfrak {m}}}이 존재한다. 이 경우,
{\displaystyle {\bar {K}}=\left(\bigotimes _{p\in \operatorname {irr} (K[x])}K[x]/(p(x))\right)/{\mathfrak {m}}}
는 체를 이루며, 자연스러운 체의 확대 {\displaystyle K[x]/(p(x))\hookrightarrow {\bar {K}}}들이 존재하며, 그 상들은 체 {\displaystyle {\bar {K}}}를 생성한다. 두 체의 확대의 합성
{\displaystyle K\hookrightarrow K[x]/(p(x))\hookrightarrow {\bar {K}}}
로 주어지는 체의 확대는 {\displaystyle p}의 선택과 무관하게 같다. 두 체의 확대가 대수적 확대이므로, {\displaystyle {\bar {K}}/K}도 대수적 확대이다. 임의의 기약 다항식 {\displaystyle p\in K[x]}는 {\displaystyle K[x]/(p(x))}에서 근을 가지므로, {\displaystyle {\bar {K}}}에서 근을 갖는다. 즉, {\displaystyle {\bar {K}}}는 대수적으로 닫힌 체이며, {\displaystyle K}의 대수적 폐포이다.
증명 (유일성):
같은 체의 두 대수적 폐포
{\displaystyle {\bar {K}}/K}
{\displaystyle {\bar {K}}'/K}
가 주어졌다고 하자. {\displaystyle \operatorname {PartIsom} ({\bar {K}}/K,{\bar {K}}'/K)}가 다음과 같은 데이터로 이루어진 순서쌍 {\displaystyle (L,\iota )}들의 집합이라고 하자.
- {\displaystyle L/K}는 {\displaystyle {\bar {K}}/K}의 부분 확대이다.
- {\displaystyle \iota \colon L/K\to {\bar {K}}'/K}는 체의 확대의 매장(즉, {\displaystyle K}-대수 준동형)이다.

이제, {\displaystyle (L,\iota ),(L',\iota ')\in \operatorname {PartIsom} ({\bar {K}}/K,{\bar {K}}'/K)}에 대하여, 만약
{\displaystyle \iota _{LL'}\circ \iota =\iota '}
인 체의 확대의 매장 {\displaystyle \iota _{LL'}\colon L/K\hookrightarrow L'/K}가 존재한다면, {\displaystyle (L,\iota )\leq (L',\iota ')}이라고 정의하자. 그렇다면, {\displaystyle \operatorname {PartIsom} ({\bar {K}}/K,{\bar {K}}'/K)}는 부분 순서 집합을 이룬다. 임의의 사슬 {\displaystyle ((L_{i},\iota _{i}))_{i\in I}}에 대하여, 이러한 체의 확대의 매장
{\displaystyle \iota _{ij}\colon L_{i}/K\hookrightarrow L_{j}/K}
들을 고르면, 귀납적 극한
{\displaystyle L=\varinjlim _{i\in I}L_{i}}
{\displaystyle \phi _{i}\colon L_{i}/K\hookrightarrow L/K\qquad (i\in I)}
을 정의할 수 있다. (체의 확대의 매장을 포함 함수로 여기는 경우, 이는 단순히 사슬에 속하는 체들의 합집합이다.) 체의 확대의 매장 {\displaystyle \iota _{i}\colon L_{i}/K\hookrightarrow {\bar {K}}'/K}들은 {\displaystyle \iota \circ \phi _{i}=\iota _{i}}인 {\displaystyle L}의 매장 {\displaystyle \iota \colon L/K\to {\bar {K}}'/K}을 유도한다. {\displaystyle \leq }의 정의에 따라 {\displaystyle (L_{i},\iota _{i})\leq (L,\iota )}이다. 즉, {\displaystyle (L,\iota )}는 사슬의 상계이다. 초른 보조정리에 따라, 극대 원소 {\displaystyle (L,\iota )}가 존재한다. 이제, 다음 두 가지를 보이면 충분하다.
- {\displaystyle L={\bar {K}}}
  - 만약 {\displaystyle \alpha \in {\bar {K}}\setminus L}이라면, {\displaystyle \alpha }의 최소 다항식 {\displaystyle p_{a}\in K[x]}는 {\displaystyle {\bar {K}}'}에서도 근 {\displaystyle \alpha '\in {\bar {K}}'}을 갖는다. 따라서, {\displaystyle \iota \colon L/K\hookrightarrow {\bar {K}}'/K}를 확장하는, {\displaystyle \alpha \mapsto \alpha '}인 유일한 매장 {\displaystyle L(\alpha )/K\hookrightarrow {\bar {K}}'/K}가 존재한다. 그런데 {\displaystyle (L,\iota )}가 극대 원소이므로, 이는 불가능하다.
- {\displaystyle \iota ({\bar {K}})={\bar {K}}'}
  - {\displaystyle {\bar {K}}}가 대수적으로 닫힌 체이므로, {\displaystyle \iota ({\bar {K}})}도 대수적으로 닫힌 체이다. {\displaystyle {\bar {K}}'/K}가 대수적 확대이므로, {\displaystyle {\bar {K}}'/\iota ({\bar {K}})}도 대수적 확대이다. 따라서, {\displaystyle \iota ({\bar {K}})={\bar {K}}'}이다.

## 분류
두 대수적으로 닫힌 체 {\displaystyle K}와 {\displaystyle K'}에 대하여, 다음 두 조건이 서로 동치이다.
- {\displaystyle K}와 {\displaystyle K'}은 체로서 서로 동형이다.
- {\displaystyle K}와 {\displaystyle K'}은 같은 표수를 가지며, 또한 같은 절대 초월 차수(대수 독립 집합의 최대 크기)를 갖는다.

따라서, 대수적으로 닫힌 체들은 표수 {\displaystyle p}와 초월 차수 {\displaystyle \kappa }로 완전히 분류된다. 즉, 모든 대수적으로 닫힌 체들은
{\displaystyle {\overline {\mathbb {F} _{p}(\{x_{i}\}_{i\in I})}}}
또는
{\displaystyle {\overline {\mathbb {Q} (\{x_{i}\}_{i\in I})}}}
의 꼴로 나타낼 수 있다. 예를 들어, 복소수체는 초월 차수가 {\displaystyle 2^{\aleph _{0}}}인 표수 0의 대수적으로 닫힌 체이므로,
{\displaystyle \mathbb {C} \cong {\overline {\mathbb {Q} (\{x_{i}\}_{i\in 2^{\aleph _{0}}})}}}
이다.

## 성질
절대 초월 차수가 기수 {\displaystyle \kappa }인 대수적으로 닫힌 체 {\displaystyle K}의 집합의 크기는 다음과 같다.
{\displaystyle |K|=\max\{\kappa ,\aleph _{0}\}}
즉, 모든 대수적으로 닫힌 체는 무한 집합이다. 이는 {\displaystyle \kappa >\aleph _{0}}이면 절대 초월 차수와 같으므로, 비가산 대수적으로 닫힌 체들은 집합의 크기와 체의 표수에 따라 분류된다. (물론, 이는 가산 대수적으로 닫힌 체에 대해서는 성립하지 않는다.)

## 예

### 표수 0
- 복소수체는 대수적으로 닫혀 있다. 즉, 복소수 계수로 이루어진 임의의 다항방정식에는 복소수 해가 존재한다. 이것은 대수학의 기본 정리로 알려져 있다.
- 실수체는 대수적으로 닫힌 체가 아니다. 예를 들어, 변수 {\displaystyle x}에 대한 다항방정식 {\displaystyle x^{2}+1=0}은 실수근을 갖지 않는다. 실수체의 대수적 폐포는 복소수체다. (대수학의 기본 정리)
- 유리수체는 대수적으로 닫힌 체가 아니며, 그 대수적 폐포는 대수적 수의 체이다.

### 양의 표수
모든 유한체는 대수적으로 닫혀 있지 않다. 체의 원소가 {\displaystyle a_{1},a_{2},\cdots ,a_{n}}인 경우, 다항식 {\displaystyle (x-a_{1})(x-a_{2})\cdots (x-a_{n})+1}은 해를 갖지 않는다. 소수 {\displaystyle p}의 크기를 가진 유한체 {\displaystyle \mathbb {F} _{p}}의 대수적 폐포 {\displaystyle {\bar {\mathbb {F} }}_{p}}는 귀납적 극한
{\displaystyle {\bar {\mathbb {F} }}_{p}=\varinjlim \mathbb {F} _{p^{n}}}
이다. 즉, 만약 체의 확대
{\displaystyle \mathbb {F} _{p^{n}}\hookrightarrow \mathbb {F} _{p^{kn}}}
을 집합론적 부분집합으로 간주하여
{\displaystyle \mathbb {F} _{p^{n}}\subset \mathbb {F} _{p^{kn}}}
로 쓴다면,
{\displaystyle {\bar {\mathbb {F} }}_{p}=\bigcup _{n=1}^{\infty }\mathbb {F} _{p^{n}}}
이다.

## 참고 문헌
- Lang, Serge (2004). 《Algebra》 (영어). Springer. ISBN 0-387-95385-X.
- van der Waerden, B. L. (1991). 《Algebra I》 (영어). Springer. ISBN 0-387-97424-5.

## 같이 보기
- 분해 가능 폐포